# Оукдејл (Тенеси)
Оукдејл (енгл. Oakdale) град је у америчкој савезној држави Тенеси.

## Демографија
По попису из 2010. године број становника је 212, што је 32 (-13,1%) становника мање него 2000. године.
| Група             | 2000.        | 2010.       |
| Белци             | 244 (100,0%) | 199 (93,9%) |
| Афроамериканци    | 0 (0,0%)     | 0 (0,0%)    |
| Азијати           | 0 (0,0%)     | 2 (0,9%)    |
| Хиспаноамериканци | 0 (0,0%)     | 3 (1,4%)    |
| Укупно            | 244          | 212         |